# Ernst von Delius
Ernst von Delius, nemški dirkač, * 29. marec 1912, Plessa, Nemčija, † 26. julij 1937, Nürnburg, Nemčija.

## Življenjepis
Ernst von Delius se je rodil 29. marca 1912 v nemškem mestu Plessa. Resneje se je začel z dirkanjem ukvarjati v sezoni 1935, ko je v moštvu ERA nastopil le na dirki za Veliko nagrado Nemčije. Zaradi okvare svojega dirkalnika mu ni uspelo štartati, zato je prevzel dirkalnik moštvenega kolega Raymonda Maysa, toda zaradi okvare dirkalnika sta v enajstem krogu odstopila. V naslednji sezoni 1936 je dosegel svoj največji uspeh kariere s tretjem mesto na dirki za Veliko nagrado Italije. Ob tem je dosegel še peti mesti na Velikih nagradah Švice in Madžarske ter šesto mesto na Veliki nagradi Nemčije. V naslednji sezoni 1937 se je v trčenju z Richardom Seamanom na domači dirki za Veliko nagrado Nemčije smrtno ponesrečil.